# Point of No Return (film)
Point of No Return is een film uit 1993 met Bridget Fonda, Gabriel Byrne en Harvey Keitel. De film is een remake van de Franse film Nikita van de regisseur Luc Besson. De werktitel van de film was The Assassin, maar de film werd uiteindelijk uitgebracht onder de titel Point of No Return. De film gaat over een ter dood veroordeelde jonge vrouw die wordt gedwongen om voor de regering moorden te plegen.

## Rolverdeling
| Acteur          | Personage                                  |
| --------------- | ------------------------------------------ |
| Bridget Fonda   | Maggie Hayward - Claudia Anne Doran - Nina |
| Gabriel Byrne   | Bob                                        |
| Dermot Mulroney | J.P.                                       |
| Miguel Ferrer   | Kaufman                                    |
| Anne Bancroft   | Amanda                                     |
| Olivia d'Abo    | Angela                                     |
| Richard Romanus | Fahd Bahktiar                              |
| Harvey Keitel   | Victor de schoonmaker                      |

## Muziek
De filmmuziek werd gecomponeerd door Hans Zimmer. Hoofdpersonage Maggie/Claudia is gefascineerd door zangeres Nina Simone. In de hele film worden verschillende nummers van Simone gebruikt, waaronder "Feeling Good".